# Taça Farnese

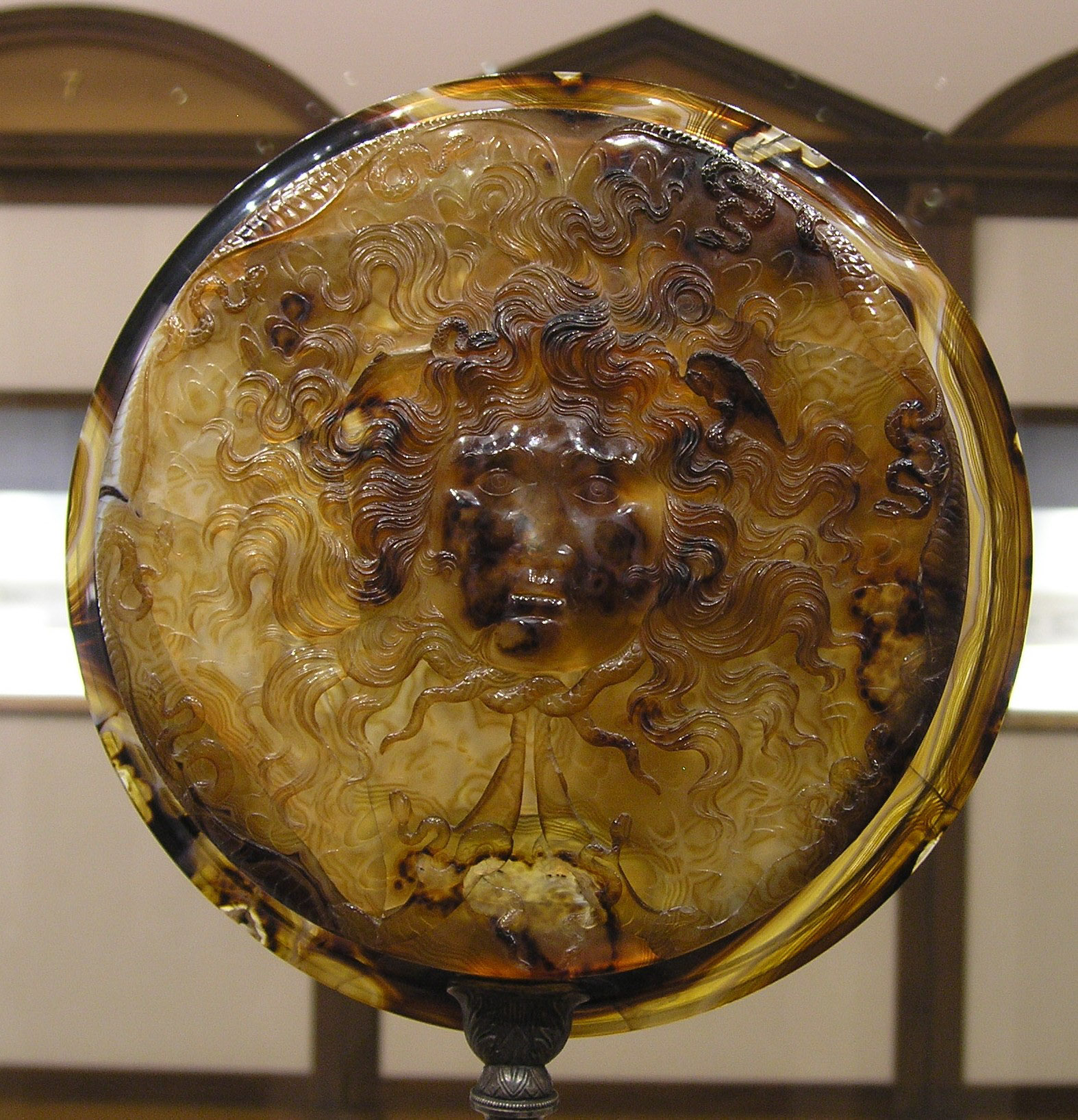
Vista exterior da Taça Farnese, destacando o relevo da górgona.

A Taça Farnese (em italiano:  Tazza Farnese) é um camafeu em pedra dura do século II a.C. no formato de taça ou vasilha esculpido no Egito ptolemaico em quatro camadas de ágata sardônica e atualmente preservada no Museu Arqueológico Nacional de Nápoles juntamente com outros itens da antiga Coleção Farnese. Ela tem 20 cm de largura e tem forma similar à de um phiale grego ou uma pátera romana, sem o pé. A taça é decorada com esculturas em relevo no interior e no exterior.
Não há evidências sobreviventes sobre quando ou para quem a peça foi criada, embora haja um consenso geral entre os estudiosos de que ela é originária de Alexandria, especialmente por causa da fusão das iconografias do Egito antigo e da arte greco-romana em seus relevos. Esta datação provê um intervalo de tempo no qual ela pode ter sido criada, abrangendo datas entre 300 até 20 a.C. aproximadamente.
A superfície inferior está decorada com uma grande cabeça de uma górgona, cujo objetivo era provavelmente espantar o mal. Na superior está uma cena com várias figuras que, desde sempre, desafia a interpretação dos estudiosos. Ela parece ser claramente uma alegoria com várias figuras divinas e, talvez, personificações de virtudes, mas não existe nenhum correspondente sobrevivente e várias interpretações diferentes já foram apresentadas.

## História
A origem da Taça Farnese é desconhecida, o que deixa para arqueólogos e historiadores da arte a determinação da data e do motivo de sua criação. Dado o elevado custo necessário para financiar uma obra desta qualidade, muitos estudiosos propuseram que ela seria originária da corte da dinastia Ptolemaica. Apesar de ser uma opinião minoritária, análises recentes parecem indicar que a peça é mais recente, do final do período augustano (r. 27 a.C. - 14 d.C.).
Depois que Otaviano (futuro imperador Augusto) conquistou o Egito (31 a.C.), a taça provavelmente foi incorporada ao tesouro de Roma. Aparentemente ela seguiu mais tarde para Constantinopla e só voltou para o ocidente depois do saque de Constantinopla (1204) pela Quarta Cruzada. Em 1239, ela já estava na corte de Frederico II do Sacro Império Romano-Germânico, sua primeira aparição claramente documentada. Depois, ela aparece na corte persa da dinastia Timúrida em Herat ou, possivelmente, Samarcanda, onde desenhos da época documentam sua presença. Dali ela seguiu para a corte de Afonso de Aragão em Nápoles, onde Angelo Poliziano a viu em 1458. Lourenço, o Magnífico, finalmente adquiriu a famosa "scutella di calcedonio" em Roma em 1471. Dali, ela foi adquirida pela família Farnese através de Margarida de Parma, os proprietários da fabulosa Coleção Farnese que está hoje abrigada no Museu Arqueológico Nacional de Nápoles.

## Iconografia
Apesar de algumas análises da iconografia da Taça Farnese tenham se baseado em análises anteriores e se expandido a partir delas, cada obra acadêmica sobre ela resulta numa teoria ligeiramente diferente sobre o significado de sua decoração.

### Eugene J. Dwyer
Em sua análise sobre a Taça Farnese, Dwyer faz uso de análises anteriores de especialistas no tema, incluindo Ennio Quirino Visconti, Frederic Louis Bastet e Reinhold Merkelbach, entre outros. Suas duas principais afirmações são que a iconografia encontrada nos relevos interior e exterior é uma mistura sofisticada de conceitos filosóficos gregos e egípcios e que a composição das figuras esculpidas corresponde a constelações específicas que, em sua orientação, se parecem com um mapa do céu noturno durante a época do ano na qual a enchente do Nilo ocorria.
Ao atribuir à peça um significado filosófico e religioso multi-facetado, Dwyer repetidamente faz referência ao Corpus Hermeticum. Mais especificamente, ele aponta para Poimandres e como as figuras no relevo interior correspondem intimamente com os elementos apresentados por ele em sua discussão sobre a criação da vida. Ele usa esta referência para atribuir a cada figura um correspondente deus grego e/ou egípcio. Neste sentido, Dwyer determina que a Taça é uma ilustração direta da criação da vida que teria sido facilmente compreendida tanto por gregos quanto egípcios que viviam na época que ela foi criada. Apesar de creditar Merkelbach como tendo sido primeiro a propor esta teoria, Dwyer também discute as figuras e sua posição na obra como correspondendo a constelações num mapa astronômico. Em particular, Dwyer atribui cada figura a constelações que seriam vistas juntas no céu na época das enchentes do Nilo. Ele argumenta que através deste aparente mapa do céu noturno, o criador da Taça estava diretamente fazendo referência a este período para apresentar de forma mais completa o conceito da criação divina da vida.

### Julia C. Fischer
Fischer é um dos poucos que dataram a Taça Farnese no período augustano e não no helenístico. Sua análise da obra portanto se foca em re-examinar noções pré-concebidas de outros estudiosos que a dataram neste último e também em uma tentativa de prover evidências para a sua própria datação. A principal delas é o tamanho da peça e o material utilizado. Ela discute a posição econômica instável da corte ptolemaica concluindo que os recursos necessários para custear uma obra tão sofisticada não estavam disponíveis antes da grande melhora na situação econômica advinda da conquista por Augusto. Fischer também discute que apesar de a peça apresentar uma mistura de figuras, conceitos e métodos egípcios e gregos, ela também contém aspectos distintamente romanos, especialmente as características romanescas do relevo da górgona no relevo exterior.

### John Pollini
Assim como Julia C. Fischer, Pollini atribui a Taça Farnese ao período augustano em Roma. Suas evidências também se baseiam no tamanho e no material utilizado, mas o seu foco principal é prover uma análise da iconografia da peça numa tentativa de provar que ela foi criada neste período e teria possivelmente sido encomendada pelo próprio Augusto. Com este objetivo em mente, Pollini discute as figuras gravadas nas superfícies interior e exterior e como o simbolismo encontrado em cada uma delas se relaciona com um aspecto ou região do império de Augusto. Esta interpretação o leva a afirmar que ela teria como objetivo propagandear uma era de ouro de Augusto e atuar como uma espécie de talismã para propagar a força do império.